# Enrico Cuoghi
Enrico Cuoghi (Modena, 28 aprile 1930 – Modena, 8 febbraio 2019) è stato un calciatore italiano, di ruolo ala.

## Carriera
Giocò per una stagione in Serie A con il Como.

## Palmarès

### Club

#### Competizioni nazionali
- Serie C: 1

Taranto: 1953-1954
- Campionato Interregionale: 1

Mantova: 1957-1958